# Suze
Suze su produkcija suznih žljezda u oku ljudi i drugih sisara i nekih daljih životinja.
Imaju pre svega zaštitnu funkciju čiste oko od nečistoća i hrane ga od mikroba. Suze su bistra, bezbojna, vodenasta telesna tečnost slankastog ukusa koja u tankom sloju oplakuju rožnjaču i spojnicu oka (vežnjaču, konjunktivu) te ih čuvaju od isušenja. Zaštićuju i čiste oko od prašine i mikroorganizama te poboljšavaju optička svojstava površine rožnjače. Za vreme spavanja suze se ne luče.

## Sastav
Ljudske suze su sastavljene iz 99% vode, koja je smešana sa 1% soli i 0,2 až 0,5% belančevina i organskih materija kao glukoza, aminokiseline i fermenti. Hemijski sastav ima antibakterijska delovanja što ima rezultat uništavanja bakterija u oku.

## Spoljašnje veze
- Personal Health By Jane E. Brodz, published February 22, 1984